# FELDA 유나이티드 FC

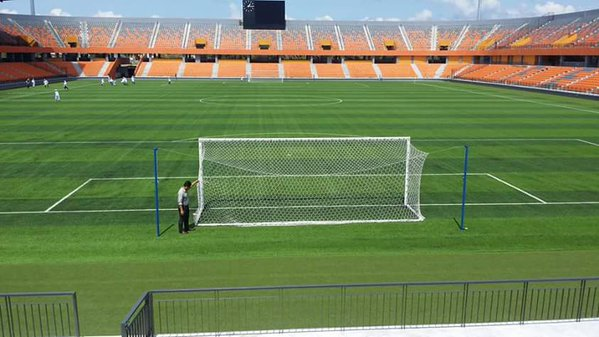

FELDA 유나이티드 FC는 말레이시아의 축구단이다. 현재 말레이시아 슈퍼리그에 참가하고 있다.

## 우승
- 말레이시아 프리미어리그: 2010, 2018